# Диоген (сын Тиэя)
Диоген — наместник Ольвии при Митридате VI Евпаторе.
О Диогене, сыне Тиэя, принявшего участие по укреплению стен Ольвии, известно из частично сохранившейся надписи на мраморном постаменте, обнаруженном в 2002 году в юго-восточной части Верхнего города. Она датирована «220 годом», что, по мнению В. В. Крапивина и П. Д. Диатроптова относится к эре царей Понта и Вифинии, то есть к 78/77 годам до н. э. — времени правления Митридата VI Евпатора, на тот момент осуществлявшему контроль и над Ольвией. По замечанию исследователей, если судить по имени отца, редко встречающемуся в греческом мире, Диоген родился в Синопе. Он совмещал в одних руках посты стратега и градоначальника Ольвии. Как градоначальник Диоген осуществлял функции наместника, а также предводительствовал расположенным в Ольвии понтийским гарнизоном. Что касается характера полномочий стратега, то точно неизвестно, какая территория была у него в подчинении, но она должна была превышать городскую, возможно, включать и сельскую округу. Надпись в честь Диогена появилась незадолго до начала Третьей Митридатовой войны в 78/77 году до н. э. Видимо, для Митридата представлялось важным сохранить Ольвию как опорный пункт на побережье, связывающий подвластные ему государства греков в Крыму с понтийскими городами и Фракией. Известно о планах царя сухопутного похода на Апеннины со стороны Северного Причерноморья через Балканы. Не исключено, что часть надписи была уничтожена специально — после падения власти Митридата после поражения и из-за недовольства со стороны населения.